# Хварот
Хваро́т (хангыль: 활옷; ханча: 闊|衣) — корейское платье, тип традиционной корейской одежды, которую носили во времена Корё и Чосона только королевские женщины и знать для торжественных случаев, а затем и простолюдины для свадеб. Его до сих пор носят на современной свадьбе во время пебэка. До того, как простолюдинам было разрешено надевать хварот на свадьбу, они надевали вонсам из-за очень высокой стоимости хварота. Платье обычно носят с головным убором: чоктури или хвагваном, заколкой-пинё или лентой-тэнги и макияжем ёнгигонджи, который представляет собой красные пятна на щеках и чёрные на бровях.

## Истоки и развитие
Есть версия, что хварот произошёл из Королевства Хотан в Центральной Азии. Хварот, который носили в Чосоне, возможно, произошёл от одежды в китайском стиле, в самом раннем влиянии церемониальной одежды и одежды высшего класса Империи Тан.
Другая гипотеза состоит в том, что хварот, который носили в Чосоне, также может быть связан с «большим красным пальто» королев Корё (тэхонгы́й), которое не разрешалось носить простолюдинам.

## Дизайн и создание
Хварот — искусно вышитая длинная одежда с длинными и широкими рукавами, закрывающими руки владелицы. Он состоит из множества панелей, имеет длинные боковые прорези и похож на ханбок. Разница между хваротом и ханбоком заключается в прямых и симметричных линиях хварота по сравнению с нижним бельем[уточнить] и в том, что он застёгивается спереди по сравнению с другими азиатскими предметами одежды, которые застёгиваются с правой стороны Типичные хвароты окрашены в красный цвет снаружи и синий цвет внутри, что символизирует отношения инь и ян между женихом и невестой.. На рукавах три шёлковые полоски красного, синего и жёлтого цветов с белой манжетой Мантию часто украшают символами, которые, как считается, приносят молодожёнам богатство, удачу и плодородие. Некоторые общие мотивы, включённые в вышивку, — это цветы, растения, птицы и пары животных, предназначенные для обозначения молодоженов.. Вышивка хварота также часто содержала символы[какие?].
Так, среди узоров, вышитых на хвароте, цветок лотоса высоко ценится буддистами и символизирует здоровье, долголетие, бессмертие, удачу и благородство. Феникс — это несуществующая птица по имени Соёнчжо (서응조; 瑞應鳥), которая символизирует удачу и авторитет, а утки-мандаринки обладают волей любящей пары. Бабочка символизирует возрождение, чтобы вернуться в следующей жизни к любимому вновь, а десять символов долголетия символизируют благородную и вечную жизнь. Узоры, монограммы или буквы, вышитые на хвароте, считаются выражением основных пожеланий молодожёнам.
Из-за простого и неподходящего стиля[уточнить] в некоторых деревнях было несколько общих платьев, которые семьи одалживали для свадеб.
Изготовление хварота дорогое, поэтому одно платье передавалось из поколения в поколение. Из-за многолетнего использования необходимо было сделать много ремонтных работ, например, использовать лоскуты вышивки, вырезанные из других платьев. Ленты для волос также использовались в качестве ткани для ремонта изношенных участков, таких как линия сгиба плеча. Обрезка была распространенным методом ремонта, особенно контуров панелей и рукавов, которые легче повреждались. Чтобы сохранить платье для следующего поколения, манжеты и воротник покрывали мягкой бумагой, которую заменяли после каждой свадьбы. Из-за тяжёлой вышивки в мантиях требовалось несколько слоев бумажной подложки. Лишние слои было трудно прошивать, поэтому аппликации также были стандартным методом ремонта. Для мелкой починки иногда использовали цвета зелёного, фиолетового и небесно-голубого вместо красной нити, которая сливалась бы с цветом. Ремонтируя платье для каждой свадьбы, члены семьи добавляли дополнительные мотивы, символизирующие их собственные добрые пожелания невесте.

## Галерея
- Хварот, 19 век. Вышитые шёлковые панели, золотая нить, бумажная подкладка.
- Хварот, династия Чосон, 19 век (вид сзади)